# عقرب سوطي دوري
عقرب سوطي دوري (الاسم العلمي: Thelyphonus doriae) هو نوع من العنكبوتيات يتبع جنس العقرب السوطي من فصيلة العقارب السوطية.